# 韦尔法诺河
韦尔法诺河（英語：Huerfano River）是阿肯色河的一条支流，长约113-英里（182-），位于科羅拉多州，它在普韋布洛縣布恩镇以南注入阿肯色河，主要支流有库查拉斯河。名字 Huerfano 是来自西班牙语，意思是"孤儿"。